# Ebughu
Die Sprache Ebughu (oron ISO 639-3 ist ebg) ist eine bedrohte Sprache Nigerias und ist eine Cross-River-Sprache aus der Sprachfamilie der Niger-Kongo-Sprachen.
Sie zählt zur Gruppe der Obolo-Sprachen und bildet innerhalb diese Gruppe wiederum eine eigenständige; sie ist dabei gleichzeitig ihre einzige Vertreterin. Die Sprache wird 1998 von 5.000 Personen im nigerianischen Bundesstaat Akwa Ibom in den Lokalen Regierungsarealen Mbo und Oron LGA gesprochen.
Das Volk, das diese Sprache als Muttersprache spricht, heißt ebenfalls Ebughu.